# Metrarga elinguis
Metrarga elinguis är en insektsart som beskrevs av Ashlock 1966. Metrarga elinguis ingår i släktet Metrarga och familjen fröskinnbaggar. Inga underarter finns listade i Catalogue of Life.